# Francisco Botella Raduán
Francisco Botella Raduán (Alcoy, Alicante, 18 de junio de 1915-Madrid, 29 de septiembre de 1987) fue un matemático español —catedrático de Geométrica Analítica y Topología en las Universidades de Barcelona y Madrid— y uno de los primeros miembros del Opus Dei. Fue presidente de la Real Sociedad Matemática Española (1963-1970).  

## Vida
Francisco Botella Raduán nació en Alcoy, el 18 de junio de 1915. Sus padres, Francisco Botella Pérez, ingeniero industrial, y Enriqueta Raduán Barceló, tuvieron tres hijos: Francisco, Enrica (1917) y Josefina (1920). Estudió en el internado del Colegio de san José (Valencia) de la Compañía de Jesús.
En la Facultad de Ciencias de la Universidad de Valencia estudia los dos primeros cursos de Ciencias Exactas, necesarios para poder acceder posteriormente a los estudios de Arquitectura. En 1934 comienza a estudiar el año complementario de ingreso en la Escuela Técnica Superior de Arquitectura de Madrid. En la Escuela conoce a otro estudiante, Pedro Casciaro, que le propone matricularse al año siguiente en el tercer curso de Ciencias Exactas, en la Facultad de Ciencias. A través de él conoce a Josemaría Escrivá, el 13 de octubre de 1935, en la residencia de la calle Ferraz, en Madrid, y en noviembre pide la admisión en el Opus Dei.
Llegada la Navidad, viaja a Valencia para pasar esas fiestas con sus padres. En la capital del Turia visitó a monseñor Javier Lauzurica, obispo auxiliar de Valencia, para anunciarle el deseo del fundador de comenzar la labor apostólica en Valencia. A su regreso a Madrid, se traslada a vivir a la residencia DYA. Al final de ese nuevo curso académico, regresa a Valencia, el 3 de julio de 1936, con el encargo de buscar junto con Rafael Calvo Serer, un inmueble dónde comenzar la labor apostólica allí. 
Francisco Botella pasa buena parte de la Guerra Civil en la casa de sus padres, en Valencia, trabajando en el Instituto Municipal de Higiene, y en servicios auxiliares del ejército republicano. A primeros de noviembre de 1937 se traslada a Barcelona para cruzar los Pirineos con la expedición en la que viaja Josemaría Escrivá. Ya en zona nacional, es movilizado por el ejército nacional al Regimiento de Minadores-Zapadores de Pamplona, y posteriormente a Burgos, donde convivirá con Josemaría Escrivá, hasta el final de la Guerra.
En septiembre de 1939, concluye la carrera de Matemáticas, con Premio Extraordinario de Licenciatura, y comienza los cursos de doctorado en Ciencias Exactas. En el curso 1939/40 es profesor auxiliar de Geometría en la Facultad de Ciencias Exactas, y de Matemáticas en la Facultad de Ciencias Químicas, ambas en la Universidad de Madrid. El 25 de marzo de 1941 defiende su tesis doctoral, obteniendo la calificación de Sobresaliente y el Premio Extraordinario de Doctorado.
En mayo de 1942 obtiene la cátedra de Geometría Analítica en la Facultad de Ciencias de la Universidad de Barcelona, y trabajó en la sección de Matemáticas del Consejo Superior de Investigaciones Científicas (CSIC) en Barcelona. En marzo de 1943 hizo una estancia en el Istituto di Alta Matematica de Roma. El 21 de mayo de 1943 fue recibido en audiencia por Pio XII.
Se ordenó sacerdote el 29 de septiembre de 1946. En enero de 1947 se reincorporó a las clases en la Universidad de Barcelona. En enero de 1950 gana la cátedra de Geometría Analítica y Topología en la Facultad de Ciencias de la Universidad de Madrid. Participó en los primeros Congresos Generales del Opus Dei. Desde diciembre de 1948 hasta julio de 1952, fue Consiliario del Opus Dei en España. Ejerció su labor sacerdotal en la madrileña Basílica de San Miguel, y tras su jubilación académica se dedicó a la asistencia espiritual de enfermos, hasta su fallecimiento.
Dirigió las tesis doctorales de José María Montesinos Amilibia (1971), Juan Fontanillas Royes (1970) y Enrique Outerelo Domínguez (1966).

## Obras
- Los espacios de Riemann y la teoría de funciones, Madrid: CSIC, Instituto "Jorge Juan", 1942.
- "Geometría diferencial de los espacios", en VV. AA. Métodos de prolongación analítica de las series de interpolación, Madrid: Consejo Superior de Investigaciones Científicas, 1947, núms. 7-15.
- "Sobre la expresión analítica de la curvatura de un espacio de Riemann", en Revista Matemática Hispanoamericana, vol. III, núm. 5, 1943, págs. 302-309.
- Lecciones de geometría diferencial de los espacios, Barcelona: [s.n.], 1945.
- Con Carlos Congost, Lecciones de geometría analítica : formas lineales, Barcelona : [s.n.], [1945]
- Geometria diferencial de los espacios, Madrid: CSIC - Instituto Jorge Juan de matemáticas, 1948.
- Una demostración geométrico-analítica del teorema de Bézout en el plano Madrid: Nuevas Gráficas, 1948.

## Referencias

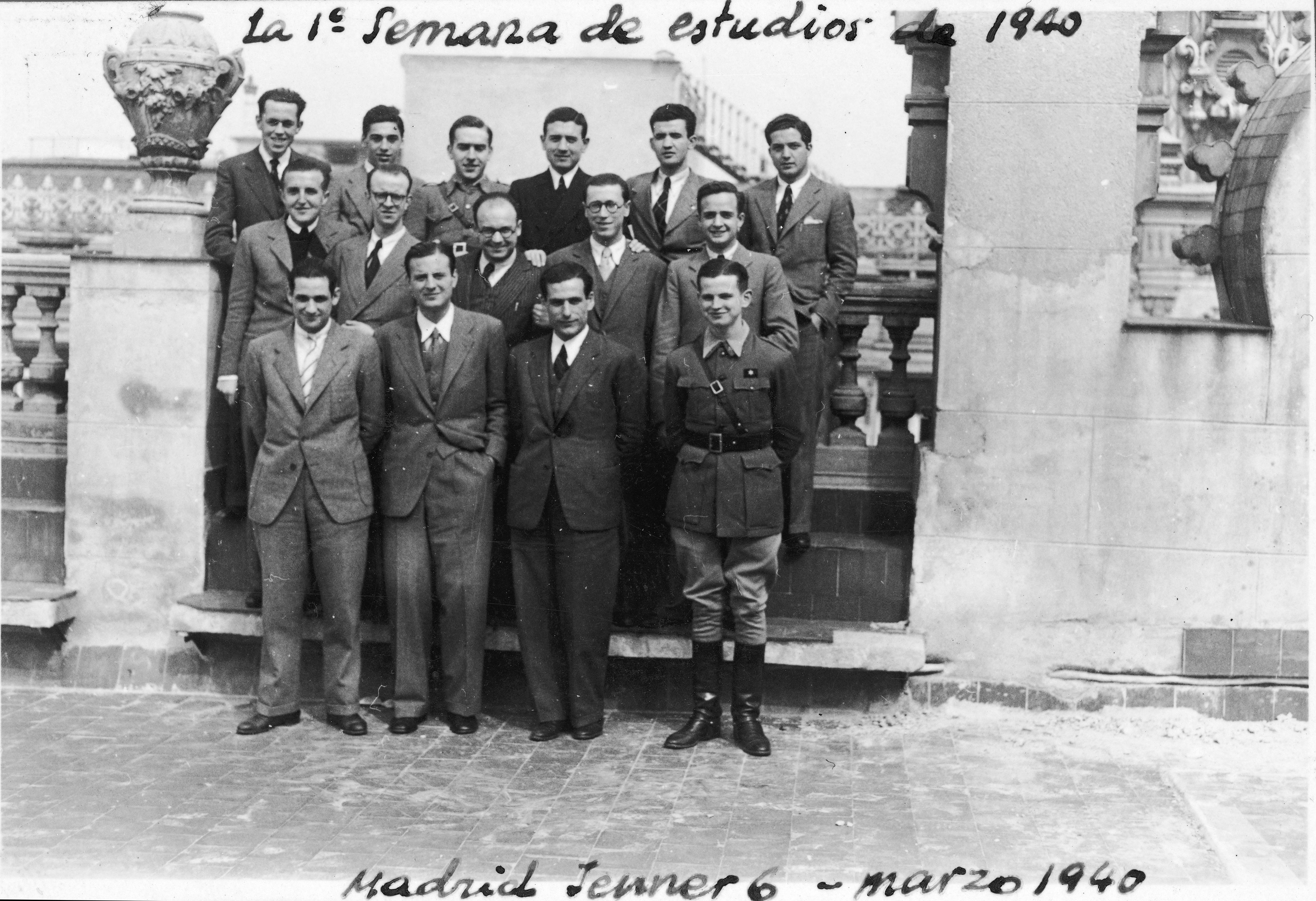
Francisco Botella en la I Semana de estudios - Residencia Jenner (6 de marzo de 1940). Es el segundo por la izquierda, de la segunda fila.